# Sytske de Groot
Sytske de Groot est une rameuse néerlandaise née le 3 avril 1986 à Delft.

## Biographie
Aux Jeux olympiques d'été de 2012 à Londres, Sytske de Groot obtient la médaille de bronze en huit avec Nienke Kingma, Chantal Achterberg, Jacobine Veenhoven, Roline Repelaer van Driel, Claudia Belderbos, Carline Bouw, Annemiek de Haan et la barreuse Anne Schellekens.

## Palmarès

### Jeux olympiques
- Jeux olympiques d'été de 2012 à Londres,  Royaume-Uni
  -  Médaille de bronze en huit

### Championnats du monde d'aviron
- 2009 à Poznań,  Pologne
  -  Médaille de bronze en huit

### Championnats d'Europe d'aviron
- 2010 à Montemor-o-Velho,  Portugal
  -  Médaille d'argent en huit